# Franz Fehér
Franz Fehér (* 22. Januar 1903 in Szenttamás, Österreich-Ungarn; † 16. Februar 1991) war ein ungarisch-deutscher Chemiker, der auf dem Gebiet der Nichtmetallchemie tätig war.

## Leben
Franz Fehér wurde in Szenttamás, der seit 1918 serbischen Stadt Srbobran, als Sohn eines Ungarn und einer Ungarndeutschen geboren. Nach der Matura am Humanistischen Gymnasium in Verbász studierte er Chemie an den Technischen Hochschulen Hannover und Stuttgart, wo er 1925 sein Diplom erhielt. Aus finanziellen Gründen kehrte er daraufhin für zwei Jahre in seine Geburtsstadt zurück und unterrichtete dort Mathematik, Physik und Chemie an einem Oberrealgymnasium. Anschließend kehrte er an die TH Stuttgart zurück und wurde 1929 bei Arthur Simon mit der Arbeit „Beiträge zur Kenntnis der Mangandioxydhydrate und der Manganoxyde“ zum Dr.-Ing. promoviert.
Fehér heiratete 1931 Magdalena Fischer (1905–1991), die er als Studentin während seiner Tätigkeit als Laborassistent kennengelernt hatte und die ebenfalls einer donauschwäbischen Familie entstammte. Nach weiteren Assistentenstellen in Stuttgart folgte er 1932 seinem Doktorvater Simon an die TH Dresden, wo er planmäßiger Assistent wurde. Dort habilitierte er sich 1938 mit der Schrift „Ramanspektroskopische und röntgenographische Untersuchungen an 100%igem Hydro-, Deuterium-, sowie Alkali-Peroxyden“ und erhielt kurze Zeit später die Lehrberechtigung. Nachdem er 1931 die deutsche Staatsbürgerschaft angenommen hatte, wurde Fehér zwischen 1935 und 1939 mehrfach zu Übungen der Wehrmacht eingezogen und war zu Beginn des Zweiten Weltkriegs am Überfall auf Polen beteiligt. Im Rahmen der Pläne Werner Osenbergs wurde er als „unabkömmlich“ eingestuft, von der Front zurückgeholt und setzte seine Lehrtätigkeit an der TH Dresden fort.
1942 folgte Fehér einer Einladung des Nobelpreisträgers Adolf Windaus an die Universität Göttingen, wo er zunächst als Oberassistent die Abteilung Anorganische Chemie am Chemischen Institut leitete und ab 1944 außerplanmäßiger Professor wurde. 1949 wurde Fehér zum außerordentlichen Professor für Anorganische und Analytische Chemie an der Universität zu Köln berufen (auf Wunsch von Kurt Alder) und übernahm damit die Leitung eines Lehrstuhls am Chemischen Institut, dessen Ausstattung im Zweiten Weltkrieg zu großen Teilen zerstört worden war. 1958 wurde er stellvertretender Leiter des Chemischen Instituts. Nachdem er einen Ruf an die Universität Hamburg abgelehnt hatte, wurde er 1961 ordentlicher Professor und Direktor des neu geschaffenen eigenständigen Instituts für Anorganische Chemie der Universität zu Köln. 1971 wurde er emeritiert.
1962 wurde er zum Mitglied der Leopoldina gewählt.
Fehér befasste sich mit acyclischen Schwefelverbindungen, wobei er die in seiner Dresdner Zeit erlernte Raman-Spektroskopie anwandte. Darunter waren Polysulfane, Alkalimetallpolysulfide, Halogensulfane, Aryl- und Alkylsulfane. Ab den 1960er-Jahren und nach seiner Emeritierung befasste er sich mit höheren Silanen und Germanen. Dabei setzte er Arbeiten von Alfred Stock fort und konnte im Gegensatz zur Ansicht von Stock nachweisen, dass die höheren Silane verzweigte Isomere bilden und damit mehr als gedacht den Alkanen ähneln.
Zu seinen Habilitanden in Köln gehörten Marianne Baudler (Professorin in Köln), Karl-Heinz Linke (1933–1977 Professor in Köln) und Heinz Dieter Lutz (ab 1972 Professor in Siegen). Weitere Schüler waren Hans Joachim Berthold (Universität Hannover) und Günter Winkhaus (Universität Mainz).
Fehér verstarb am 16. Februar 1991 im Alter von 88 Jahren. Seine Ehefrau Magdalena starb nur einen Monat danach. Die Familiengrabstätte befindet sich auf dem Kölner Melaten-Friedhof.

## Schriften
- Beiträge zur Kenntnis der Mangandioxydhydrate und der Manganoxyde. Verl. Chemie, Berlin 1932.
- Ramanspektroskopische und röntgenographische Untersuchungen an 100%igem Hydro-, Deuterium-, sowie Alkali-Peroxyden. Habilitationsschrift, Technische Hochschule Dresden, 1938.
- Kernresonanzspektroskopische Untersuchungen auf dem Gebiet der präparativen Chemie höherer Silane. Forschungsberichte des Landes Nordrhein-Westfalen Nr. 2545, Fachgruppe Chemie, Westdeutscher Verlag, Opladen 1976.
- Molekülspektroskopische Untersuchungen auf dem Gebiet der Silane und der heterocyclischen Sulfane. Forschungsberichte des Landes Nordrhein-Westfalen Nr. 2632, Fachgruppe Physik/Chemie/Biologie, Westdeutscher Verlag, Opladen 1977.